# Richard Tauber
Pour les articles homonymes, voir Tauber (homonymie).

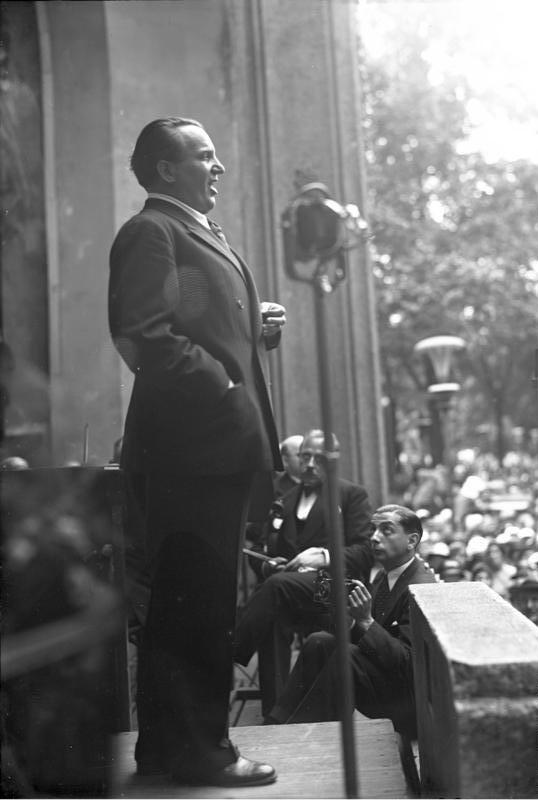
Richard Tauber en 1932

Richard Tauber est un chanteur lyrique (ténor) autrichien, né le 16 mai 1891 à Linz et mort le 8 janvier 1948 à Londres.
Il est considéré comme l'un des plus grands chanteurs du XXe siècle et l'un des plus populaires grâce notamment aux opérettes viennoises.

## Biographie
Richard Tauber naît en Autriche de Richard Anton Tauber et Elisabeth Seiffert, tous deux acteurs avec lesquels il parcourt l'Autriche, de théâtre en théâtre. Du fait que ses parents n'étaient pas mariés, il utilise plusieurs pseudonymes au début de sa carrière : Richard Denemy, Ernst Seiffert, Carl Tauber et C. Richard Tauber. Après avoir été reconnu par son père en 1913, son nom légal est devenu Richard Denemy-Tauber.
Richard Tauber a bien du mal à convaincre ses professeurs de sa vocation de chanteur, peut-être parce qu’il s’acharne à vouloir inscrire Wagner à son répertoire quand sa voix, légère, le prédispose davantage à Mozart. Il étudie à l'école de musique de Francfort et le professeur de chant Carl Beines le pousse à travailler des rôles légers.
Tamino (La Flûte enchantée) est un des premiers rôles qu’il interprète sur scène le 2 mars 1913 au théatre de Chemnitz dont son père est intendant. Reconnu alors comme mozartien exceptionnel et après un grand succès dans Der Freischütz en 1913, il est engagé à Dresde pour un contrat de cinq ans qui lui permet d'aborder de nombreux autres rôles. Il apprend le Faust de Gounod en 48 heures, Bacchus dans Ariane auf Naxos de Richard Strauss du jour au lendemain, au grand étonnement du compositeur qui dirige l'exécution à Berlin en 1915 et c’est avec Don Ottavio (Don Giovanni) qu’il fait ses débuts à Salzbourg en 1922 sous la direction de Richard Strauss lui-même. Encore une fois avec quatre jours de préparation, il chante Calaf dans Turandot dans la première exécution de cette œuvre en Allemagne, en 1926, à Dresde.
Sa rencontre avec Franz Lehár en 1920 est déterminante. Après avoir débuté à Berlin dans Ziegeunerliebe, repris à Salzbourg (1921) et à Linz, il se voit offrir en 1922, à Vienne, le rôle d’Armand dans la nouvelle opérette du compositeur viennois, Frasquita, d’après La Femme et le Pantin de Pierre Louÿs. Commence alors une collaboration qui accumule les succès : Paganini (1925), Der Zarewitsch (1927), Friederike (1928), Das Land des Lächelns (1929) qu’il interprètera plus de 700 fois, Schön ist die Welt (1930), Giuditta (1934). Dans chacune de ces œuvres, Lehár prévoit un air destiné à mettre en valeur la voix de son chanteur-fétiche. Ces airs, rapidement baptisés « Tauberlieder », contribuent à accroître la popularité du ténor qui multiplie alors les engagements, sur scène, mais aussi au cinéma comme dans Ich küsse ihre Hand, Madame (je baise votre main, madame) en 1929 avec Marlene Dietrich, où il chante l'air en voix "off" dans le film muet. 
Tauber est ainsi un des premiers chanteurs qui privilégie la popularité et la musique légère à la modernité, celle de Berg, Schönberg, Weill etc. Tauber n'a toutefois pas négligé les compositeurs contemporains comme Eugen d'Albert, Engelbert Humperdinck et Hans Pfitzner.
Il enregistre plus de 400 disques, compose des opérettes et des musiques de film. Avec ses tenues élégantes, son chapeau haut-de-forme et son strabisme à l’œil droit (qu’il dissimule derrière un monocle), il représente alors l’archétype du charme viennois au point qu'il est surnommé "le Caruso viennois".
En 1933, Tauber est agressé dans la rue par un groupe de chemises brunes nazies en raison de son ascendance juive, et il décide de quitter l'Allemagne pour son Autriche natale, où il continue à chanter à l'Opéra d'État de Vienne jusqu'à l'Anschluss en mars 1938. Il s'établit ensuite aux États-Unis et en Angleterre où il compose des opérettes, dont "Old Chelsea", et sa célèbre  chanson, "My Heart and I"   Au milieu des années 1930, il réalise plusieurs films musicaux en Angleterre. Il chante Tamino dans La Flûte enchantée à Covent-Garden en 1938, sous la direction de Thomas Beecham.
Il souffre d'une toux récurrente et un cancer du poumon est diagnostiqué en 1947. Malgré d'énormes difficultés respiratoires, Richard Tauber chante une dernière fois Don Ottavio, son rôle mozartien fétiche, dans Don Giovanni à Covent Garden, avec Elisabeth Schwarzkopf, Maria Cebotari, sous la direction de Josef Krips, le 27 septembre 1947, remplaçant au pied levé Anton Dermota. Hospitalisé quelques jours plus tard, il meurt le 8 janvier 1948, à la suite de l'ablation d'un poumon.

## Stèle commémorative
La famille de Richard Tauber avait des liens avec la commune de Bad Ischl, célèbre station thermale autrichienne. C'est pourquoi une stèle commémorative à la mémoire du ténor a été élevée sur la tombe de son frère Max Tauber, mort en 1981.

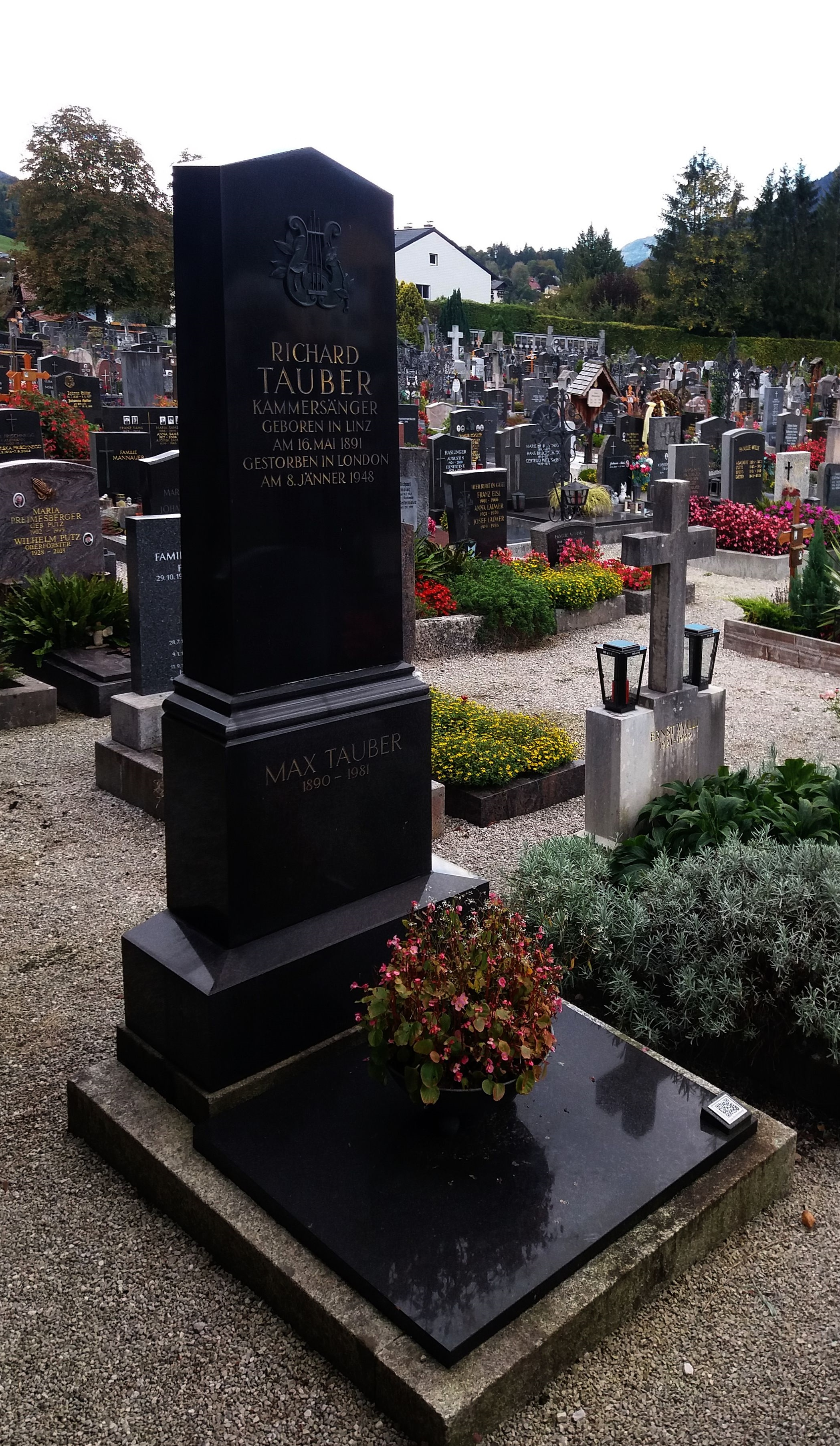
Stèle commémorative à la mémoire de Richard Tauber, dans le cimetière de Bad Ischl, Autriche.